# Medium Cool
Medium Cool is een Amerikaanse film uit 1969 onder de regie van Haskell Wexler. De film is opgenomen in een cinéma vérité stijl en combineert echte met fictieve beelden.

## Verhaal
John Cassellis is een cameraman die werkt voor het nieuws. Na een ophef over het doorspelen van nieuwsberichten naar de FBI wordt Cassellis ontslagen. Hij begint een relatie met Eileen, een alleenstaande moeder die haar man verloor in de Vietnamoorlog.

## Rolverdeling
| Acteur              | Personage      |
| ------------------- | -------------- |
| Robert Forster      | John Cassellis |
| Verna Bloom         | Eileen         |
| Peter Bonerz        | Gus            |
| Marianna Hill       | Ruth           |
| Harold Blankenship  | Harold         |
| Charles Geary       | Harold's vader |
| Sid McCoy           | Frank Baker    |
| Christine Bergstrom | Dede           |
| Peter Boyle         |                |
| China Lee           |                |